# Vini Zabù
La Vini Zabù, nota in passato come ISD, Farnese, Vini Fantini, Southeast, Wilier Triestina e Neri Sottoli, era una squadra italiana di ciclismo su strada maschile attiva nel professionismo dal 2009 al 2021 con licenza di UCI Professional/ProTeam.
Basata in Toscana e diretta sin dalla fondazione dagli ex ciclisti Angelo Citracca e Luca Scinto, nella sua storia la squadra ha ottenuto quattro vittorie di tappa al Giro d'Italia (una nel 2011, due nel 2012 e una nel 2013) e due successi nella classifica finale di Coppa Italia (2014 e 2015).

## Storia

### 2008-2009: la nascita e gli esordi
Nel 2008, dalla partnership tra due aziende del settore siderurgico, l'ucraina ISD (Unione Industriale Donbas) e l'italiana Danieli, nacque lo ISD Cycling Team. Aveva due centri operativi, uno in Ucraina a Donec'k, gestito dal manager esecutivo Mark Beygelzimer e dal team manager Mykola Myrza, ed uno in Italia, con sede a Pistoia, e guidato dai manager Marco Floreani, che curava le attività sportive della Danieli, e Angelo Citracca, che gestiva le relazioni con corridori e sponsor. Tra i direttori sportivi vi erano gli ex professionisti Luca Scinto e Alberto Elli, mentre Mario Cipollini curava la parte tecnica.
Forte di una licenza di Professional Continental Team, la squadra fece il suo debutto nella stagione 2009: undici erano i ciclisti italiani in organico (tra essi Giovanni Visconti, campione italiano in linea 2007, e Dario David Cioni, quarto al Giro d'Italia 2004) e otto quelli ucraini, alcuni dei quali provenienti dalla ISD Sport-Donetsk, formazione Continental supportata dalla stessa ISD. Oscar Gatto diede la prima vittoria al team, aggiudicandosi una tappa al Giro di Sardegna in febbraio, mentre Visconti contribuì con quattro successi, tra cui la Coppa Agostoni e il Gran Premio Industria e Commercio di Prato. La squadra venne peraltro invitata al Giro d'Italia: in quella "Corsa rosa" Visconti fece sua la classifica dei Traguardi Volanti.

### 2010-2011: i successi con Visconti, Gatto e Guardini

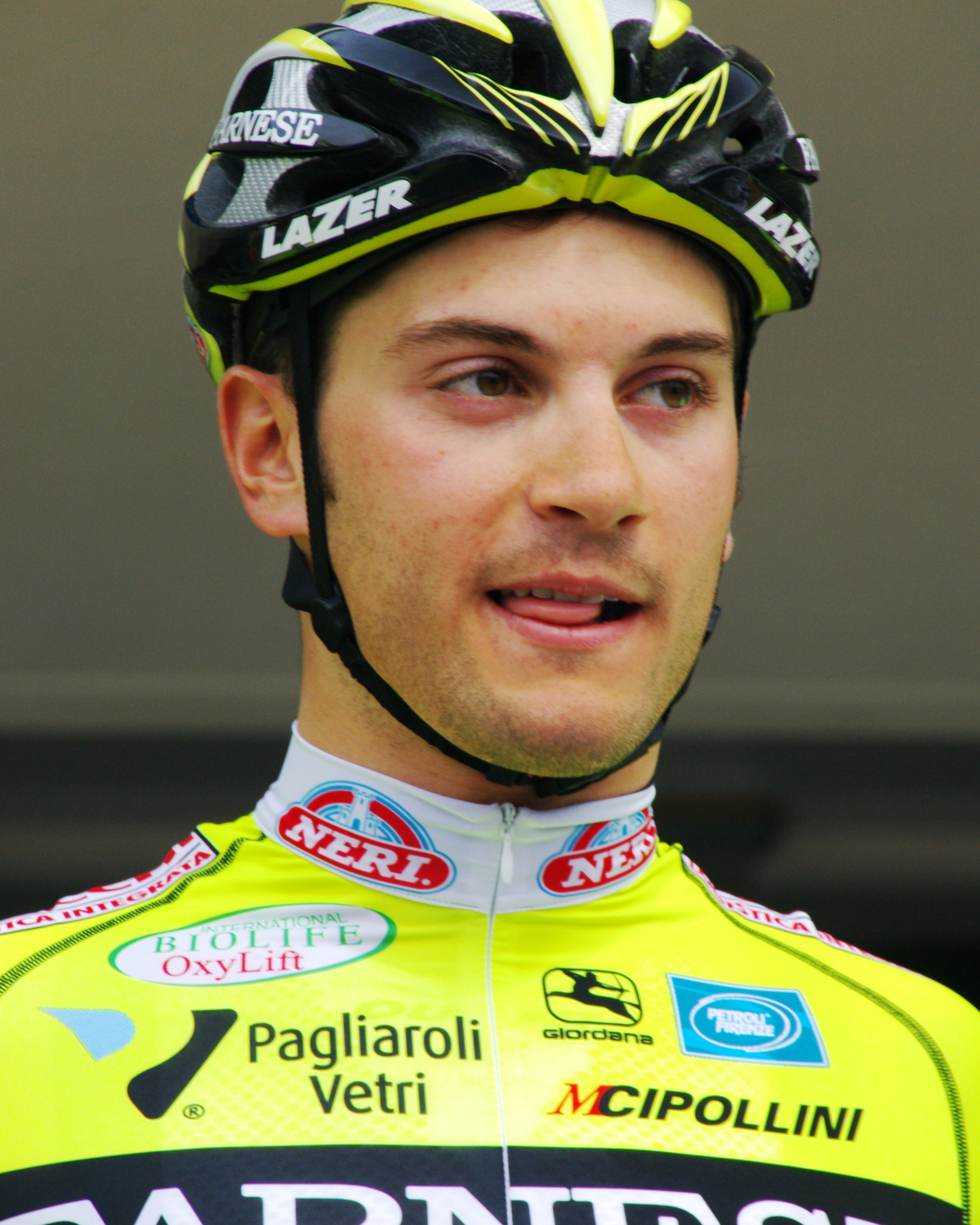
Andrea Guardini, undici vittorie da pro nel 2011

L'anno dopo fu ancora Visconti ad ottenere i principali risultati per il sodalizio italo-ucraino: il siciliano vinse infatti la Classica Sarda, il Presidential Cycling Tour of Turkey e soprattutto, per la seconda volta, il titolo nazionale in linea. Il tedesco Patrik Sinkewitz, approdato solo in giugno alla corte di Citracca, si aggiudicò invece il Giro di Romagna; quattro successi arrivarono da José Rujano, due da Bartosz Huzarski. Al termine della stagione la ISD lasciò però la sponsorizzazione della squadra, andando ad affiancare la Lampre: al posto della società siderurgica subentrò la Farnese Vini, già co-sponsor della stessa Lampre nel 2010.
Per il 2011 il team, che già l'anno prima aveva spostato a Londra la propria sede legale, assunse licenza britannica, confermando comunque lo status di Professional Continental Team. La formazione, ora composta quasi interamente da corridori italiani, poteva sempre fare affidamento sul campione nazionale Visconti, oltre che su giovani promettenti quali Andrea Guardini, il già citato Gatto, Elia Favilli e Matteo Rabottini. Fu proprio Guardini, in termini numerici, l'atleta più vittorioso del team nel 2011: il neopro veronese ottenne infatti ben undici vittorie, cinque delle quali al Tour de Langkawi in febbraio, sulle ventidue conseguite dalla squadra. Tra gli altri Gatto diede ai giallo-fluo il primo successo al Giro d'Italia, sprintando sul traguardo di Tropea – fece comunque suoi pure il Trofeo Matteotti e il Giro di Romagna-Coppa Placci – mentre Visconti si confermò campione nazionale per la terza volta, seconda in maglia ISD/Farnese.

### 2012-2014: l'arrivo di Pozzato e i casi doping
L'ingaggio di maggior rilievo in vista del 2012 fu quello di Filippo Pozzato al posto di Giovanni Visconti ceduto alla Movistar. Al termine della stagione le vittorie saranno 17, 10 del solo Andrea Guardini. Spiccano le due vittorie di tappa ottenute al Giro d'Italia, una con Guardini e una con Matteo Rabottini, vincitore anche della classifica GPM della "Corsa rosa".

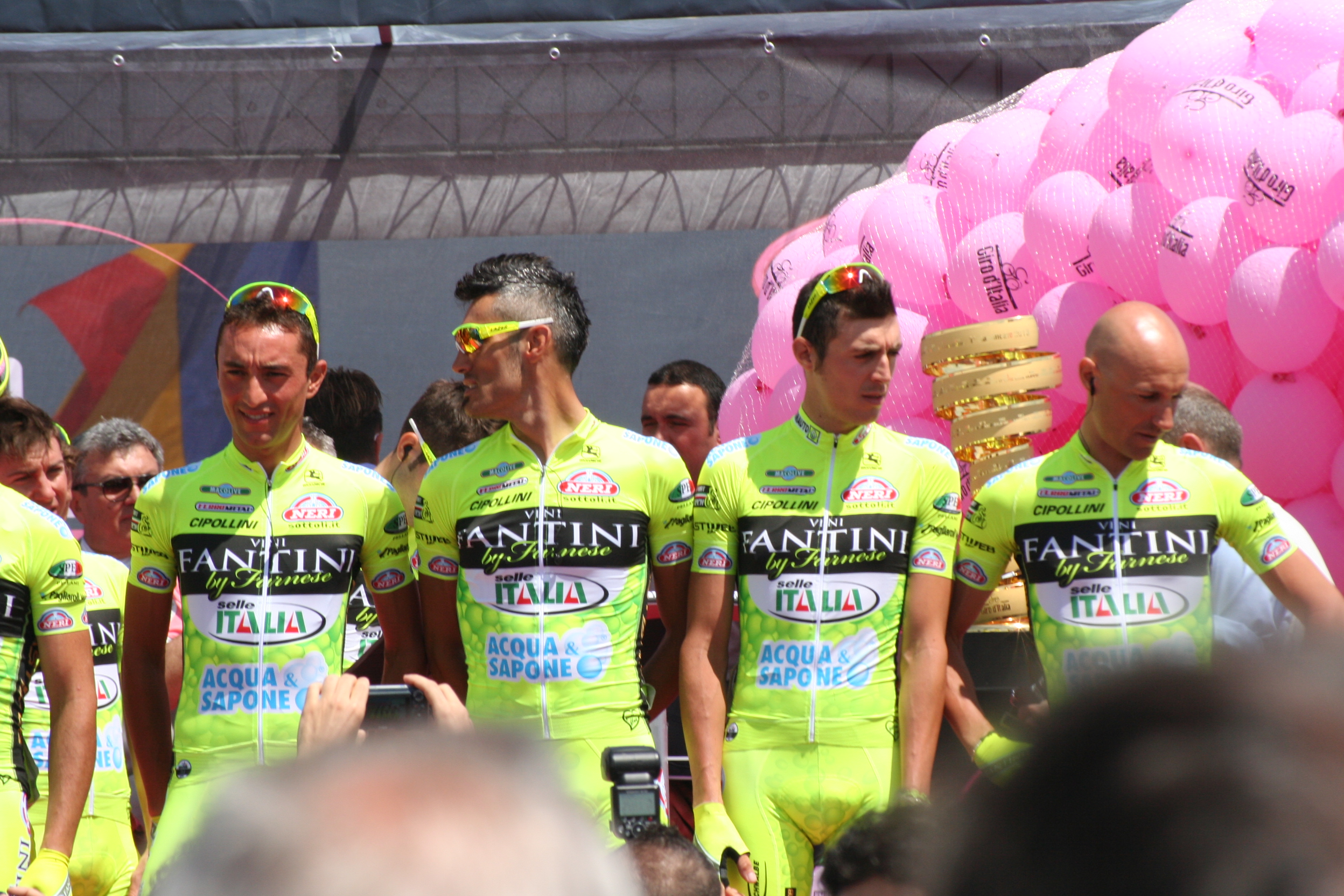
La Vini Fantini al foglio firma della settima tappa del Giro d'Italia 2013 a San Salvo

Nel 2013 la Vini Fantini-Selle Italia perde Filippo Pozzato e Andrea Guardini ma ingaggia Stefano Garzelli, Danilo Di Luca, Mauro Santambrogio e Francesco Chicchi. Soprattutto grazie ai risultati di Oscar Gatto, Francesco Chicchi e Mauro Santambrogio la squadra si dimostra competitiva. Ad aprile arriva l'ingaggio di Danilo Di Luca che porta con sé lo sponsor della sua precedente squadra, Acqua & Sapone, che apparirà sulle maglie al Giro d'Italia. La squadra ottiene buoni risultati al Giro ma Danilo Di Luca e Mauro Santambrogio verranno squalificati per positività all'EPO.
Nel 2014 la squadra perde la Vini Fantini, che diventa lo sponsor principale della Nippo-De Rosa, e prende il nome provvisorio di Yellow Fluo. Successivamente dopo l'entrata di un nuovo sponsor la squadra cambia nome in Neri Sottoli. In stagione Simone Ponzi si aggiudica il GP Costa degli Etruschi e il GP Nobili Rubinetterie, contribuendo alla vittoria finale del team in Coppa Italia. Matteo Rabottini viene invece trovato positivo all'Epo dopo un controllo antidoping fuori competizione effettuato il 7 agosto: verrà per questo squalificato per due anni, poi ridotti a 21 mesi.

### 2015-2018: la seconda Coppa Italia e le vittorie di Mareczko

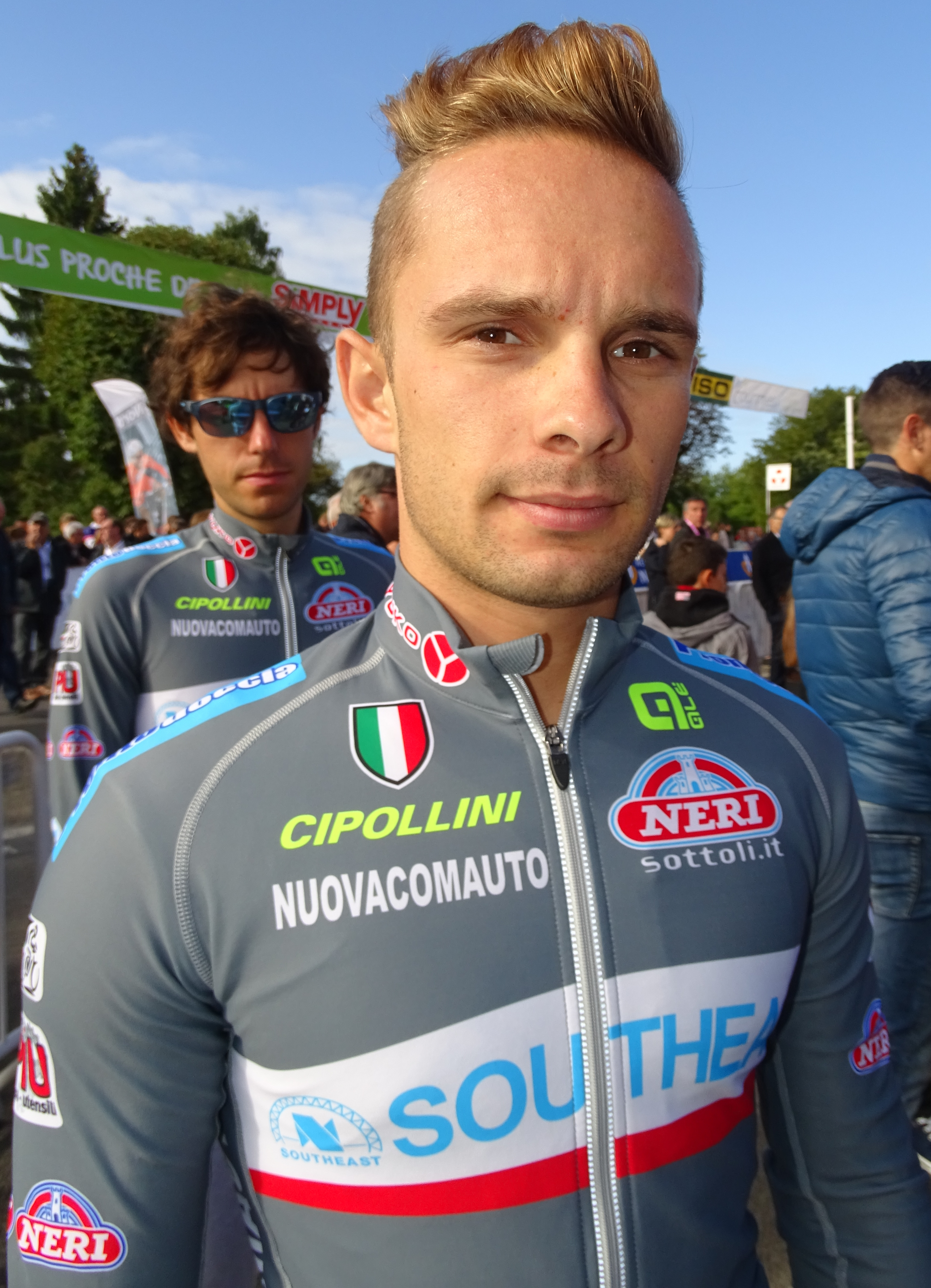
Jakub Mareczko, vincitore di 52 corse in quattro anni con Southeast/Wilier

Per la stagione 2015 la squadra cambia sponsor e diventa Southeast Pro Cycling Team. Luca Scinto, direttore sportivo della squadra fin dal debutto nel 2009, lascia per occuparsi della formazione juniores creata in onore di Franco Ballerini. Gli ingaggi più significativi sono quelli di Alessandro Petacchi, Manuel Belletti, Francesco Gavazzi e il neopro Jakub Mareczko. Ad un controllo antidoping a sorpresa effettuato dall'UCI il 22 aprile, alla vigilia del Giro di Turchia, il panamense Ramón Carretero viene trovato positivo all'Epo. Il ventunenne Jakub Mareczko, al suo primo anno da professionista, è l'italiano più vincente del 2015 con 13 successi; i successi della squadra sono 23 tra cui la vittoria di due corse a tappe, il Sibiu Cycling Tour vinto da Mauro Finetto e il Tour of Taihu con Jakub Mareczko. L'ottima stagione della Southeast la consacra vincitrice della Coppa Italia a squadre.
Per il 2016 il direttore sportivo Luca Scinto ritorna in squadra, così come Filippo Pozzato, dopo tre stagioni passate alla Lampre-Merida. La squadra inizia la collaborazione con il governo del Venezuela; dopo sei anni termina invece la collaborazione con il marchio di biciclette MCipollini per cominciare quella con Wilier Triestina. In stagione il plurivittorioso è ancora Mareczko, con dodici successi, tre dei quali in Europa (tra essi anche una vittoria di tappa alla Settimana Internazionale di Coppi e Bartali). Mareczko si conferma anche nel 2017, con quattordici vittorie — due tappe al Tour de Langkawi, una al Tour de Bretagne, cinque al Tour of Taihu Lake (più la classifica finale) e cinque al Tour de Hainan, quest'ultima corsa vinta dall'altro atleta Wilier Jacopo Mosca — e due secondi posti di tappa al Giro d'Italia. Anche nel 2018 il velocista bresciano è plurivittorioso, con altri tredici successi a referto, tutti tra Asia e Africa, sei dei quali al Tour du Maroc, e un altro secondo posto al Giro d'Italia, nella tappa di Tel Aviv vinta da Elia Viviani.

### Dal 2019: i nuovi sponsor e la collaborazione con KTM

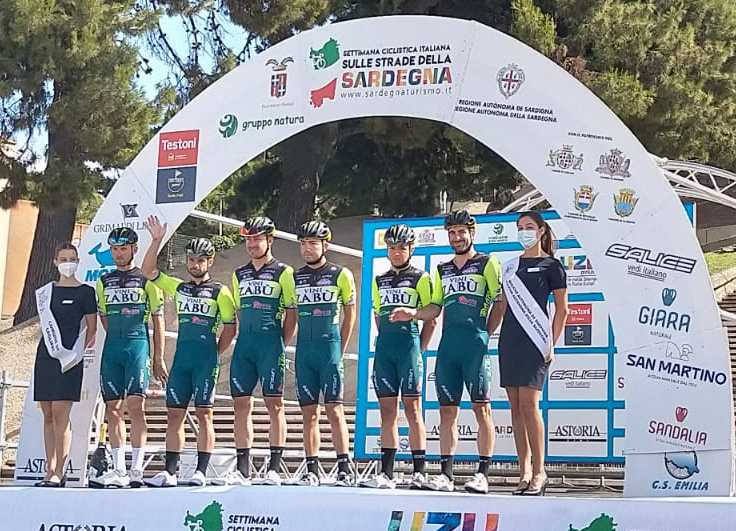
La Vini Zabù alla presentazione della 4ª tappa della Settimana Ciclistica Italiana 2021 a Cagliari

Nel 2019 il nuovo sponsor è Neri Sottoli (già primo nome per parte della stagione 2014), e la squadra assume la denominazione Neri Sottoli-Selle Italia-KTM, anche a seguito della nuova collaborazione tecnica con il telaista austriaco KTM. Nonostante la cessione di Mareczko al CCC Team e il mancato invito al Giro d'Italia, la stagione si chiude con otto vittorie, tra cui quelle al Trofeo Laigueglia con Simone Velasco e al Giro della Toscana con Giovanni Visconti.
Nel 2020 subentra un nuovo sponsor, Vini Zabù, azienda vinicola di Sambuca di Sicilia. La formazione per la nuova stagione presenta ben quindici volti nuovi, molti dei quali all'esordio nel professionismo. I corridori di esperienza rimangono Giovanni Visconti, Francesco Manuel Bongiorno ed Edoardo Zardini; tra i nuovi arrivi spiccano Marco Frapporti, Matteo Busato (entrambi dall'Androni Giocattoli-Sidermec) e Luca Wackermann dalla Bardiani CSF. Per il 2021, conclusa la partnership con KTM, Corratec diventa il fornitore di telai.
Nel febbraio del 2021 il corridore Matteo De Bonis risulta positivo a un test antidoping fuori competizione. Si tratta del secondo caso di doping che vede coinvolta la squadra dopo quello di Matteo Spreafico nell'ottobre 2020. A seguito di questi avvenimenti, in attesa dei provvedimenti da parte dell'UCI, in aprile la dirigenza della squadra decide di autosospendersi dalle competizioni rinunciando a partecipare al Giro d'Italia.

## Cronistoria

### Annuario
| Anno | Codice  | Nome                                                                               | Cat. | Biciclette       | Dirigenza |
| ---- | ------- | ---------------------------------------------------------------------------------- | ---- | ---------------- | --- |
| 2009 | ISD     | ISD                                                                                | PCT  | Specialized      | Manager: Angelo Citracca Dir. sportivi: Alberto Elli, Mykola Myrza, Luca Scinto, Bogdan Bondariev                                                      |
| 2010 | ISD     | ISD-Neri Sottoli                                                                   | PCT  | MCipollini       | Manager: Angelo Citracca Dir. sportivi: Luca Scinto, Luca Amoriello, Bogdan Bondariev, Leonardo Canciani                                               |
| 2011 | FAR     | Farnese Vini-Neri Sottoli                                                          | PCT  | MCipollini       | Manager: Angelo Citracca Dir. sportivi: Leonardo Canciani, Stefano Giuliani, Leonardo Scarselli, Luca Scinto                                           |
| 2012 | FAR     | Farnese Vini-Selle Italia                                                          | PCT  | MCipollini       | Manager: Angelo Citracca Dir. sportivi: Stefano Giuliani, Serge Parsani, Leonardo Scarselli, Luca Scinto                                               |
| 2013 | VIN     | Vini Fantini-Selle Italia                                                          | PCT  | MCipollini       | Manager: Angelo Citracca Dir. sportivi: Luca Scinto, Luca Amoriello, Giuseppe Di Fresco, Serge Parsani, Christian Valente                              |
| 2014 | YEL NRI | Yellow Fluo Neri Sottoli-Alè                                                       | PCT  | MCipollini       | Manager: Angelo Citracca Dir. sportivi: Luca Scinto, Luca Amoriello, Giuseppe Di Fresco, Stefano Garzelli, Serge Parsani, Christian Valente            |
| 2015 | STH     | Southeast Pro Cycling Team                                                         | PCT  | MCipollini       | Manager: Angelo Citracca Dir. sportivi: Serge Parsani, Luca Amoriello, Filippo Ballerini, Andrea Bardelli, Giuseppe Di Fresco, Devid Redolini          |
| 2016 | STH     | Southeast-Venezuela (fino al 30 aprile) Wilier Triestina-Southeast (dal 1º maggio) | PCT  | Wilier Triestina | Manager: Angelo Citracca Dir. sportivi: Luca Amoriello, Andrea Bardelli, Giuseppe Di Fresco, Serge Parsani, Mirko Rossato, Luca Scinto, Marco Vallante |
| 2017 | WIL     | Wilier Triestina-Selle Italia                                                      | PCT  | Wilier Triestina | Manager: Angelo Citracca Dir. sportivi: Luca Amoriello, Tomás Gil, Serge Parsani, Luca Scinto                                                          |
| 2018 | WIL     | Wilier Triestina-Selle Italia                                                      | PCT  | Wilier Triestina | Manager: Angelo Citracca Dir. sportivi: Luca Amoriello, Tomás Gil, Serge Parsani, Luca Scinto                                                          |
| 2019 | NSK     | Neri Sottoli-Selle Italia-KTM                                                      | PCT  | KTM              | Manager: Angelo Citracca Dir. sportivi: Luca Amoriello, Francesco Frassi, Tomás Gil, Luca Scinto                                                       |
| 2020 | THR     | Vini Zabù KTM (fino al 2 ottobre) Vini Zabù Brado KTM (dal 3 ottobre)              | PRT  | KTM              | Manager: Angelo Citracca Dir. sportivi: Luca Amoriello, Francesco Frassi, Tomás Gil, Luca Scinto                                                       |
| 2021 | THR     | Vini Zabù                                                                          | PRT  | Corratec         | Manager: Angelo Citracca Dir. sportivi: Luca Scinto, Francesco Frassi, Tomás Gil                                                                       |

### Classifiche UCI
Aggiornato al 31 dicembre 2018.
| Anno | Classifica | Pos. | Migliore cl. individuale  |
| ---- | ---------- | ---- | ------------------------- |
| 2009 | America T. | 21º  | Andrij Hrivko (102º)      |
| 2009 | Asia T.    | 40º  | Denys Kostjuk (161º)      |
| 2009 | Europe T.  | 5º   | Giovanni Visconti (1º)    |
| 2009 | Oceania T. | 17º  | Simon Clarke (30º)        |
| 2010 | Asia T.    | 22º  | Pierpaolo De Negri (108º) |
| 2010 | Europe T.  | 3º   | Giovanni Visconti (1º)    |
| 2011 | Asia T.    | 5º   | Andrea Guardini (8º)      |
| 2011 | Europe T.  | 6º   | Giovanni Visconti (1º)    |
| 2012 | America T. | 20º  | Rafael Andriato (42º)     |
| 2012 | Asia T.    | 10º  | Andrea Guardini (3º)      |
| 2012 | Europe T.  | 14º  | Oscar Gatto (41º)         |
| 2013 | America T. | 13º  | Mauro Santambrogio (80º)  |
| 2013 | Asia T.    | 11º  | Francesco Chicchi (15º)   |
| 2013 | Europe T.  | 7º   | Mauro Santambrogio (21º)  |
| 2014 | America T. | 14º  | Rafael Andriato (76º)     |
| 2014 | Asia T.    | 52º  | Francesco Chicchi (144º)  |
| 2014 | Europe T.  | 4º   | Mauro Finetto (5º)        |
| 2015 | America T. | 23º  | Jakub Mareczko (65º)      |
| 2015 | Asia T.    | 5º   | Jakub Mareczko (2º)       |
| 2015 | Europe T.  | 9º   | Manuel Belletti (13º)     |
| 2016 | America T. | 27º  | Yonder Godoy (201º)       |
| 2016 | Asia T.    | 16º  | Jakub Mareczko (18º)      |
| 2016 | Europe T.  | 13º  | Filippo Pozzato (38º)     |
| 2017 | America T. | 49º  | Julen Amezqueta (395º)    |
| 2017 | Asia T.    | 2º   | Jakub Mareczko (3º)       |
| 2017 | Europe T.  | 33º  | Manuel Belletti (162º)    |
| 2018 | Africa T.  | 11º  | Il'ja Koševoj (45º)       |
| 2018 | Asia T.    | 5º   | Jacopo Mosca (11º)        |
| 2018 | Europe T.  | 45º  | Simone Velasco (345º)     |

## Palmarès
Aggiornato al 31 dicembre 2020.

### Grandi Giri
- Giro d'Italia

Partecipazioni: 10 (2009, 2011, 2012, 2013, 2014, 2015, 2016, 2017, 2018, 2020)
Vittorie di tappa: 4
2011: 1 (Oscar Gatto)
2012: 2 (Matteo Rabottini, Andrea Guardini)
2013: 1 (Mauro Santambrogio)
Vittorie finali: 0
Altre classifiche: 1
2012: Scalatori (Matteo Rabottini)
- Tour de France

Partecipazioni: 0
- Vuelta a España

Partecipazioni: 0

### Campionati nazionali
- Campionati albanesi: 4

A cronometro: 2015, 2016, 2018 (Eugert Zhupa)
In linea: 2016 (Eugert Zhupa)
- Campionati italiani: 2

In linea: 2010, 2011 (Giovanni Visconti)
- Campionati serbi: 1

Cronometro: 2020 (Veljko Stojnić)
- Campionati ucraini: 1

In linea: 2009 (Andrij Hrivko)